# Peter Siedlaczek
Peter Siedlaczek znany też jako Piotr Siedlaczek, Peter Sedlaczek, Peter Sedlaćzek - ur. w Wodzisławiu Śląskim. Reżyser, realizator dźwięku i producent muzyczny.
Absolwent Wydziału Reżyserii Dźwięku Akademii Muzycznej w Warszawie w 1978.
Autor wielu kolekcji próbek orkiestrowych, chórowych i instrumentalnych "royalty free" dla samplerów, m.in. Orchestral Colours, Advanced Orchestra, Smart Violins, String Essentials, Classical Choir, Total Piano. Jego próbki (brzmienia) wykorzystywane są w wielu produkcjach muzycznych i reklamowych na całym świecie. Jako producent i reżyser dźwięku zrealizował kilkadziesiąt płyt dla czołowych wytwórni światowych a w Polsce m.in. płyty zespołu Bajm i Beaty.
Obecnie mieszka we Frankfurcie nad Menem.

## Wybrane realizacje[2][3]
- 1983 Kad Fazani Lete, Jugoton LP, Album
- 1983 Krivo Srastanje, Jugoton LP, Album
- 1985 T.X.T. Girl's Got A Brandnew Toy, CBS
- 1988 Schön Reich Und Berühmt, WEA Musik GmbH LP
- 1989 Meanwhile, Capitol Records Cass
- 1989 Will You Be There, Enigma Records 12"
- 1989 Will You Be There, EMI Electrola 12"
- 1989 Will You Be There, Parlophone 7"
- 1989 Will You Be There, Parlophone 12"
- 1989 Will You Be There, EMI Electrola, Westside Music CD, Mini
- 1989 Will You Be There (Remix), EMI Electrola, Westside Music CD, Mini
- 1989 First Album, Capitol Records CD, Album
- 1989 Will You Be There, Parlophone 7"
- 1989 Will You Be There, Parlophone 12"
- 1989 Meanwhile, Enigma Records CD
- 1998 Pay No Mind Columbia, Sony Music Entertainment (Germany) CD, Maxi
- 1989 Missing Pieces Of A Heart, EMI Electrola 12"
- 1989 Will You Be There EMI Electrola 12"
- 1990 I'll Be Forever Your Man, Parlophone 12"
- 1990 She's A Secretary, Enigma Records 12"
- 1990 Will You Be There, EMI Electrola 12"
- 1990 (Ay, Ay, Ay) Una Noche D'Amor Westside Music, EMI Electrola CD, Maxi
- 1990 First Album Parlophone, Parlophone CD
- 1990 I'll Be Forever Your Man, 8ighty 8ight Records 7"
- 1990 I'll Be Forever Your Man, 8ighty 8ight Records 7"
- 1990 Radar Love, 8ighty 8ight Records 12"
- 1990 Radar Love, Capitol Records 12"
- 1990 Radar Love, 8ighty 8ight Records CD, Maxi
- 1990 Radar Love, 8ighty 8ight Records 7", Single
- 1990 Radar Love, Parlophone 7", Single
- 1991 Tell Me, Tell Me Westside, Music CD, Maxi
- 1991 Javelin Metronome LP
- 1991 Nicht Ohne Meinen Pappa Columbia CD
- 1991 Tell Me, Tell Me Westside Music CD, Maxi
- 1992 Your Heart Keeps Burning '92, Ariola CD, Maxi
- 1994 Boomerang, BMG Ariola München GmbH CD, Maxi
- 1995 Zarte Metzger, Columbia CD
- 1997 Herrscher, Semaphore CD, Album
- 1997 Wie Mutter Und Tochter Columbia, Sony Music Entertainment (Germany) CD
- 1998 Beata, Beata, Pomaton EMI
- 1999 Voodoobabbbel, Sony Music Entertainment (Germany) CD
- 2000 Bajm Szklanka wody, Pomaton EMI
- 2000 Stronger, RCA CD, Album
- 2005 Beata Teraz Płynę, EMI Music Poland
- 2006 Beata Platynowa, Pomaton EMI
- 2008 The Opiates - Revised, Samadhisound CD, Album, RE
- 2008 Bajm, Ballady 2, EMI Music Poland